# آنگویس کولچیکا
آنگویس کولچیکا (انگلیسی: Anguis colchica) یا کرم کندروی شرقی، گونه‌ای از مارمولک بی‌پا در خانواده مارمولکان بی‌دست‌وپا است که در شرق و شمال اروپا و آسیا یافت می‌شود. به دلیل شباهت‌های فیزیکی و نزدیکی پراکندگی آنها، به راحتی با کرم کندروی معمولی اشتباه گرفته می‌شود.

## رده‌بندی
کرم کندروی شرقی بخشی از تافته گونه‌ای کرم کندرو است. به طور سنتی به صورت A. f. colchica نوشته می‌شد، زیرگونه‌ای از کرم کندروی معمولی، اما بعداً به عنوان یک گونه جداگانه، همراه با آنگویس گرایکا، آنگویس وروننسیس و آنگویس سفالونیکا تشخیص داده شد.

## زیستگاه
کرم‌های کند شرقی عمدتاً در مناطقی با پوشش گیاهی نیمه‌بسته، جنگلی یا بوته‌ای زندگی می‌کنند. آن‌ها را اغلب می‌توان در لبه‌های جنگل‌ها، محوطه‌های جنگلی و گاهی در مسیرهای گردشگری یافت، جایی که می‌توانند دراز بکشند و از آفتاب لذت ببرند. آن‌ها از توده‌های سنگی، حصارهای سنگی، بقایای چوبی درشت و حتی لانه‌های برخی از جوندگان به عنوان مخفیگاه استفاده می‌کنند. آن‌ها معمولاً به باغ‌های نزدیک به زیستگاه خود می‌روند.

## رفتار
کرم‌های کند شرقی عمدتاً حیواناتی پگاه‌رو هستند، اما گاهی در طول روز، به ویژه پس از باران، فعال هستند. رژیم غذایی آن‌ها شامل بی‌مهرگان کوچک و کند حرکت مانند کرم‌های خاکی، حلزون‌ها و لارو حشرات است. فصل جفت‌گیری این گونه معمولاً بین پایان آوریل و آغاز ژوئن است. کرم‌های کند در طول زمستان، از اواسط اکتبر، به خواب زمستانی می‌روند. در این مدت، آنها زیر کنده‌ها، ریشه‌ها، در شکاف سنگ‌ها یا در گذرگاه‌های جوندگان مستقر می‌شوند.